# بنارت (همبرات)
بنارت (بالفارسية: پنارت) هي قرية تقع في إيران في قسم همبرات الريفي. يقدر عدد سكانها بـ 5 نسمة بحسب إحصاء 2016.